# Grad na hribu
Grad na hribu je vrsta gradu, ki je bil zgrajen na vrhu hriba ali gore. Glavna prednost takšnega strateško izbranega mesta je njegova nedostopnost. Strma pobočja hriba otežujejo ali, pri nekaterih tipih terena, celo onemogočajo napad na grad. Poleg tega je ima pogosto odličen pregled nad okoliškim območjem in možnost streljanja na okoliško pokrajino. Sama višina gradu nad lokalnim območjem pa je lahko zaščitila tudi napadalce gradu pred obstreljevanjem. Poleg tega je lokacija takega gradu pomembno okrepila položaj kot prebivališče.
Lokacija gradu na hribu pa je kljub prej navedenim prednostim predstavljala določene logistične težave. Brez dovolj močne črpalke je bila problematična dobava vode, če je ni bilo v bližini. Prevoz hrane, delovnih živali in drugih dobrin je bil otežen, na izpostavljenih vrhovih so izrazitejše tudi vremenske težave, tako da so bile življenjske razmere v takšnem gradu manj ugodne.
Drug problem je izolacija teh gradov. Teren ovira umik oborožene pehote v grad, še toliko bolj umik konjenice. Zato nadzor nad okoliškim območjem ni bil vedno ustrezen.
Grad na hribu in grad na grebenu je predstavljal oviro pri uvedbi težkih oblegovalnih strojev, ki so jih uvedli Franki. Medtem ko je grad na grebenu moral pripraviti obrambo pred tako opremo na enem svojem koncu, ki je bil odprt na notranjost grebena, so bili gradovi na hribu v celoti obdani s strmimi pobočji, ki so učinkovito preprečevali uporabo teh naprav. 
Klasičen primer nemškega gradu na hribu iz 13. stoletja je Otzberg, ki ima krožni bergfrid na hribu nad vasjo z istim imenom. Bergfrid je obdan s koncentričnim, ovalnim, notranjim in zunanjim zidom in zunanjim jarkom. 
Katari so uporabljali številne nedostopne gradove na hribu kot zatočišča, kot je Grad Montségur (Château de Montsegur), ki stoji na vrhu strme skalnate gore.
Kot pri drugih gradovih, so tudi gradovi na hribu izgubili svoj pomen v času srednjega veka. Vzpon mest kot gospodarskih in političnih centrov je zmanjšal vrednost teh gradov za trgovino in upravljanje. 